# Eric Paschall
Eric Paschall (Tarrytown, 4 novembre 1996) è un cestista statunitense.

## Carriera
Dopo aver trascorso la carriera universitaria tra i Fordham Rams e i Villanova Wildcats, con cui ha vinto un campionato NCAA, nel 2019 viene scelto al Draft NBA, con la 41ª scelta assoluta dai Golden State Warriors.

## Statistiche
| † | Denota una stagione in cui ha vinto il titolo |

### NCAA
| Anno       | Squadra            | PG  | PT  | MP   | TC%  | 3P%  | TL%  | RP  | AP  | PRP | SP  | PP   |
| ---------- | ------------------ | --- | --- | ---- | ---- | ---- | ---- | --- | --- | --- | --- | ---- |
| 2014-2015  | Fordham Rams       | 27  | 27  | 31,2 | 41,9 | 31,5 | 79,4 | 5,5 | 1,0 | 0,8 | 0,4 | 15,9 |
| 2016-2017  | Villanova Wildcats | 36  | 8   | 21,7 | 51,3 | 27,9 | 69,5 | 3,8 | 0,6 | 0,5 | 0,5 | 7,2  |
| 2017-2018† | Villanova Wildcats | 38  | 38  | 29,8 | 53,3 | 35,6 | 81,3 | 5,3 | 2,2 | 0,9 | 0,6 | 10,6 |
| 2018-2019  | Villanova Wildcats | 36  | 36  | 36,1 | 44,7 | 34,8 | 74,6 | 6,1 | 2,1 | 0,7 | 0,5 | 16,5 |
| Carriera   | Carriera           | 137 | 109 | 29,6 | 46,8 | 33,1 | 76,5 | 5,1 | 1,5 | 0,7 | 0,5 | 12,3 |

#### Massimi in carriera
- Massimo di punti: 31 vs New York Tech (14 novembre 2014)[5]
- Massimo di rimbalzi: 14 (3 volte)
- Massimo di assist: 6 vs Xavier (17 febbraio 2018)
- Massimo di palle rubate: 4 vs Providence (23 gennaio 2018)
- Massimo di stoppate: 4 vs St. John's (4 febbraio 2017)
- Massimo di minuti giocati: 45 vs Creighton (6 febbraio 2019)

### NBA

#### Regular Season
| Anno      | Squadra       | PG  | PT | MP   | TC%  | 3P%  | TL%  | RP  | AP  | PRP | SP  | PP   |
| --------- | ------------- | --- | -- | ---- | ---- | ---- | ---- | --- | --- | --- | --- | ---- |
| 2019-2020 | G.S. Warriors | 60  | 26 | 27,6 | 49,7 | 28,7 | 77,4 | 4,6 | 2,1 | 0,5 | 0,2 | 14,0 |
| 2020-2021 | G.S. Warriors | 40  | 2  | 17,4 | 49,7 | 33,3 | 71,3 | 3,2 | 1,3 | 0,3 | 0,2 | 9,5  |
| 2021-2022 | Utah Jazz     | 58  | 3  | 12,7 | 48,5 | 37,0 | 76,7 | 1,8 | 0,6 | 0,2 | 0,1 | 5,8  |
| Carriera  | Carriera      | 158 | 31 | 19,5 | 49,4 | 32,6 | 75,8 | 3,2 | 1,4 | 0,3 | 0,2 | 9,8  |

#### Playoffs
| Anno | Squadra   | PG | PT | MP  | TC%  | 3P%  | TL% | RP  | AP  | PRP | SP  | PP  |
| ---- | --------- | -- | -- | --- | ---- | ---- | --- | --- | --- | --- | --- | --- |
| 2022 | Utah Jazz | 4  | 0  | 6,0 | 50,0 | 50,0 | 100 | 1,3 | 0,0 | 0,3 | 0,0 | 2,0 |

#### Massimi in carriera
- Massimo di punti: 34 vs Portland Trail Blazers (4 novembre 2019)[6]
- Massimo di rimbalzi: 13 (2 volte)
- Massimo di assist: 8 vs Toronto Raptors (5 marzo 2020)
- Massimo di palle rubate: 5 vs Memphis Grizzlies (12 gennaio 2020)
- Massimo di stoppate: 2 (2 volte)
- Massimo di minuti giocati: 42 vs Portland Trail Blazers (20 gennaio 2020)

## Palmarès

### Squadra
- Campionato NCAA: 1

Villanova Wildcats: 2018

### Individuale
- NBA All-Rookie First Team (2020)